# Îles du Connétable
De Îles du Connétable zijn twee eilanden (Grand Connétable en Petit Connétable) in Frans-Guyana. De eilanden liggen 3,6 km uit elkaar en bevinden zich 18 kilometer van het estuarium van de Approuague, en behoren tot de gemeente Régina. Sinds 1992 zijn de eilanden en de omringende oceaan beschermd als natuurreservaat.

## Overzicht
Beide eilanden zijn volledig boomloze rotsen. Ze zijn een nestgebied voor veel vogels zoals de Amerikaanse fregatvogel (Fregata magnificens), de Amerikaanse grote stern (Thalasseus eurygnatha), de koningsstern (Thalasseus maximus) en de lachmeeuw (Leucophaeus atricilla). In 1856 werden de eilanden door de Verenigde Staten geclaimd onder de Guano Islands Act omdat het onbewoonde eilanden met guano (vogelpoep) waren. In de late 19e eeuw werd door Frankrijk guano gewonnen van Grand Connétable.
Op 8 december 1992 werden de eilanden en een cirkel met een diameter van 5 kilometer rondom de eilanden aangewezen als eerste natuurreservaat van Frans-Guyana.

## Galerij

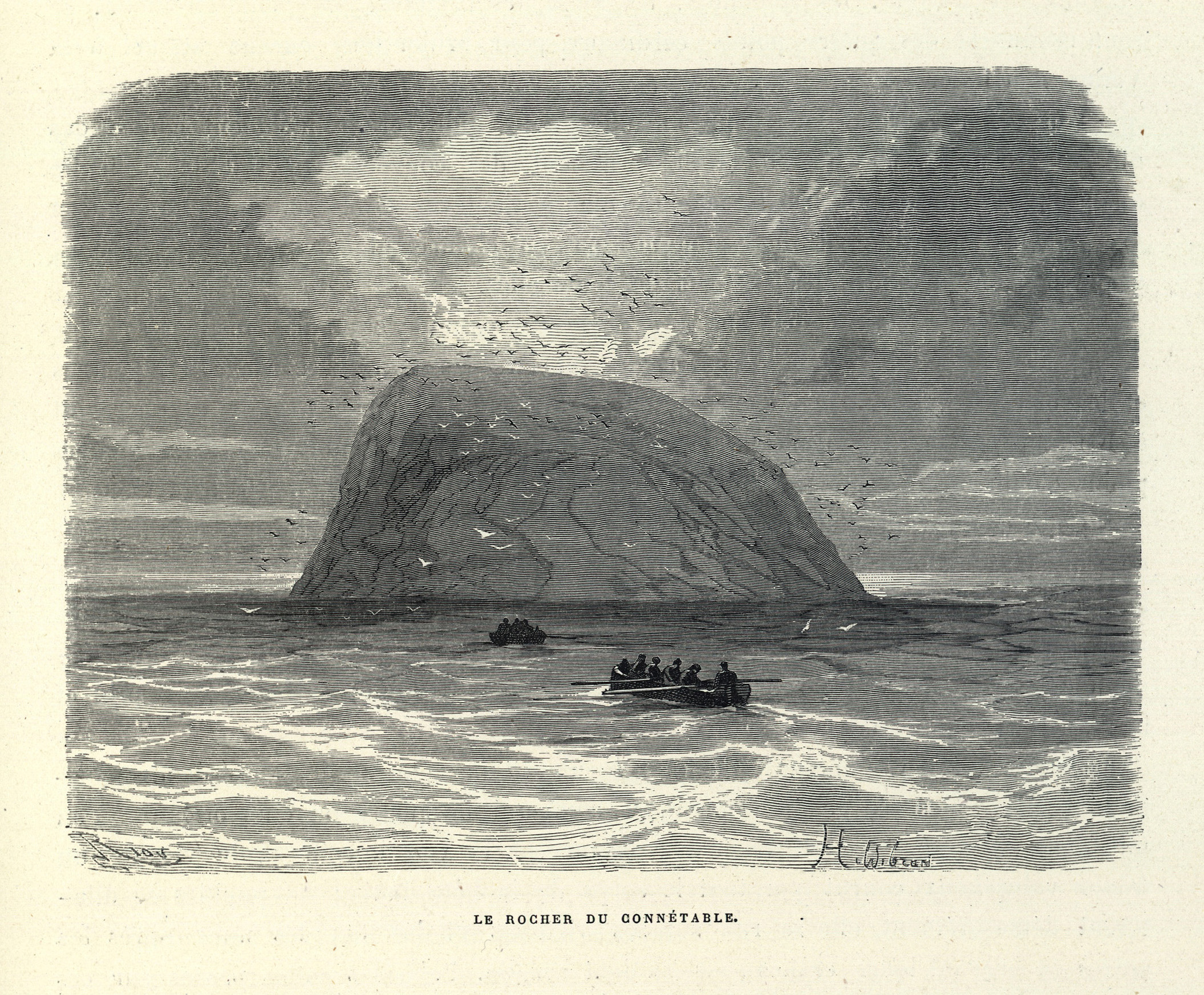
Tekening van Connétable gemaakt door Édouard Riou (1863)
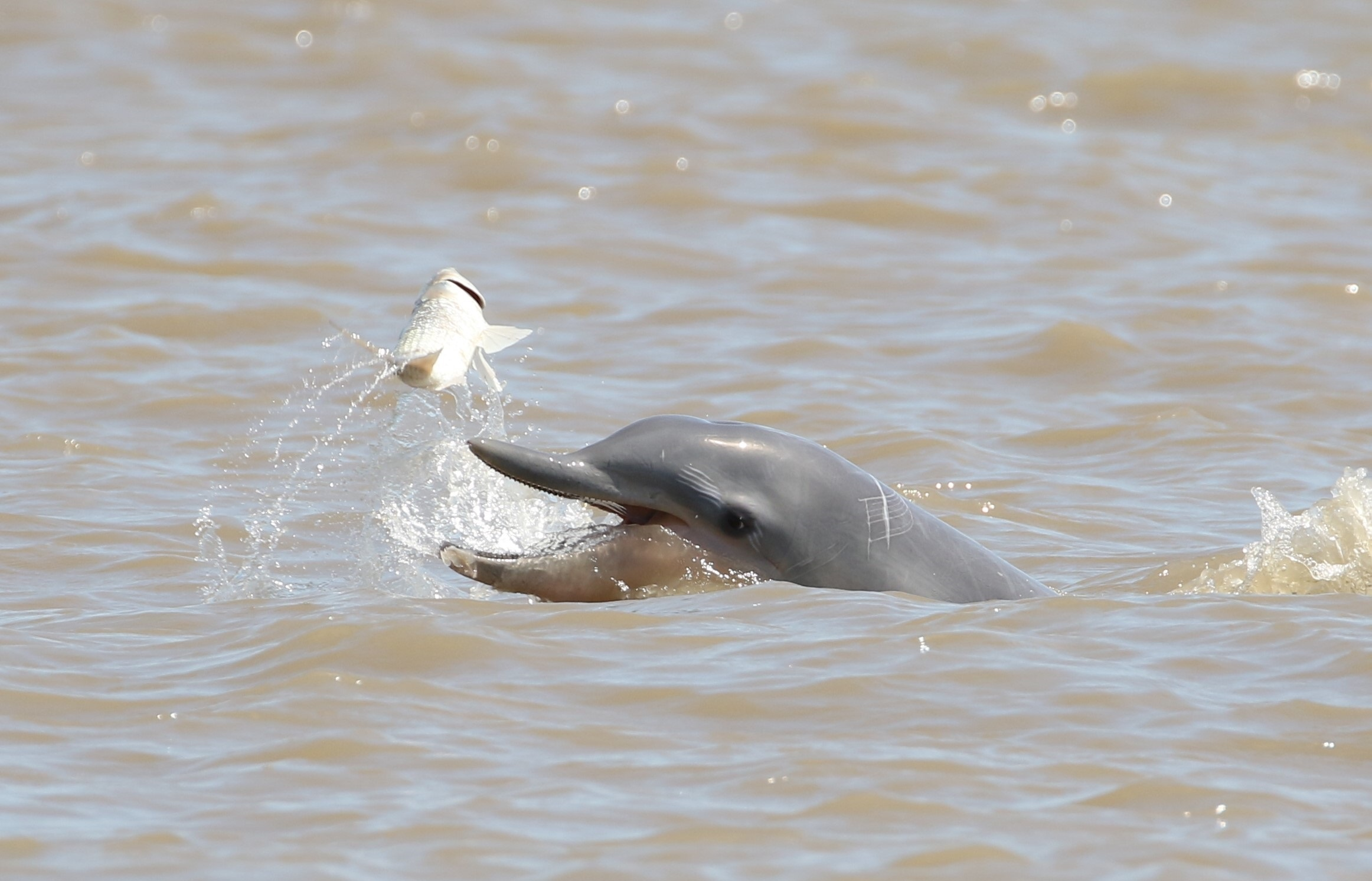
Dolfijn in de buurt van Grande Connétable